# Antachara ecuadoriensis
Antachara ecuadoriensis är en fjärilsart som beskrevs av Thöny 1999. Antachara ecuadoriensis ingår i släktet Antachara och familjen nattflyn. Inga underarter finns listade i Catalogue of Life.